# Завязка
Завязка — событие, которое является началом действия. Она или обнаруживает уже имевшиеся противоречия, или сама создаёт («завязывает») конфликты.
Так, в трагедии Уильяма Шекспира «Гамлет» завязкой является встреча заглавного героя с призраком, и последовавшее за нею решение отомстить вероломному королю за убийство своего отца.
Завязка является одним из ключевых элементов сюжета.
В фехтовании завязкой именуется схватка, состоящая из непрерывно выполняемых боевых действий.